# Ресел
Ресел (англ. resel — от resolution element (рус. Элемент разрешения)) — понятие, используемое при анализе изображений, которое описывает актуальное пространственное разрешение  изображения или объёма.
Количество реселов в изображении всегда будет меньшим или равным количеству пикселов или вокселов, из которых состоит это изображение. В каждом участке изображения количество реселов может быть разным, поэтому для локальной части изображения можно использовать отношения ресела к пикселю или ресела к вокселю.
При анализе функциональной нейровизуализации оценка количества реселов вместе с теорией случайного поля используются в статистическом выводе. Кит Уорсли (англ. Keith Worsley) в качестве оценки предложил количество отношений реселов к искажениям.
Уолдо Р. Тоблер (англ. Waldo R. Tobler) был одним из первых, кто начал регулярно использовать понятие ресела в своих исследованиях.

## Внешние ссылки
- Resel (недоступная ссылка) - определение термина
- Keith J. Worsley, An unbiased estimator for the roughness of a multivariate Gaussian random field, Technical report, 2000 July.
- Keith J. Worsley, Alan C. Evans, S. Marrett, P. Neelin. A Three-Dimensional Statistical Analysis for CBF Activation Studies in Human Brain (англ.) // Journal of Cerebral Blood Flow and Metabolism[англ.] : journal. — 1992. — Vol. 12. — P. 900—918. Архивировано из оригинала 18 мая 2011 года.
- Waldo R. Tobler, S. Kennedy. Smooth multidimensional interpolation (неопр.) // Geographical Analysis. — 1985. — July (т. 17, № 3). — С. 251—251. — doi:10.1111/j.1538-4632.1985.tb00846.x. Архивировано 8 марта 2005 года.